# Passionworks
Passionworks – siódmy album studyjny zespołu Heart wydany w 1983 roku. Na tej płycie zespół zmienił styl z hard rocka i folku na mainstreamowy rock. Album ten spędził 21 tygodni na amerykańskim Billboard 200 zajmując 39. miejsce. Singiel How Can I Refuse? dostał się na 44 pozycję na liście przebojów Billboard Hot 100 i przez tydzień zajmował 1 pozycję na Hot Mainstream Rock. Passionworks był ostatnim wydawnictwem zespołu nagranym dla wytwórni Epic Records, przed  powrotem do Capitol Records. Jest to pierwszy album Heart, w którego nagraniu uczestniczyli Denny Carmassi i Mark Andes, którzy zastąpili długoletnich członków zespołu Mike’a DeRosiera i Steve’a Fossen. Album sprzedał się w prawie 500 000 egzemplarzy w samych Stanach Zjednoczonych.
W 2009 roku krążek został ponownie wydany przez wytwórnię Beat Goes On jako podwójna płyta CD z poprzednim albumem Private Audition z 1982 roku.

## Lista utworów
- Wszystkie utwory (poza 1 i 6) zostały stworzone przez Ann Wilson i Nancy Wilson. Pozostałe dwa współtworzyli Sue Ennis, Howard Leese, Mark Andes oraz Denny Carmassi

1. "How Can I Refuse?" - 3:52
2. "Blue Guitar" - 3:54
3. "Johnny Moon" - 4:00
4. "Sleep Alone" - 4:12
5. "Together Now" - 3:50
6. "Allies" - 4:44
7. "(Beat by) Jealousy" - 3:18
8. "Heavy Heart" - 3:50
9. "Love Mistake" - 3:28
10. "Language of Love" - 3:38
11. "Ambush" - 3:14

## Lista sprzedaży

### Album
| Rok  | Notowanie              | Pozycja |
| ---- | ---------------------- | ------- |
| 1983 | Billboard 200 (USA)    | 39      |
| 1983 | RPM100 Albums (Canada) | 7       |

### Single
| Rok  | Tytuł               | Notowanie               | Pozycja |
| ---- | ------------------- | ----------------------- | ------- |
| 1983 | "How Can I Refuse?" | Mainstream Rock (USA)   | 1       |
| 1983 | "How Can I Refuse?" | Billboard Hot 100 (USA) | 44      |
| 1983 | "Allies"            | Billboard Hot 100 (USA) | 83      |
| 1983 | "Sleep Alone"       | Mainstream Rock (USA)   | 43      |

## Wykonawcy

### Heart
- Ann Wilson – wokal prowadzący i wspierający
- Nancy Wilson – gitara prowadząca, gitara rytmiczna, gitary akustyczne, gitara (utwór 9), śpiew, syntezator
- Howard Leese – gitara prowadząca, gitara rytmiczna, syntezator, chórki wspomagające
- Mark Andes – gitara basowa, chórki
- Denny Carmassi – perkusja

### Muzycy gościnni
- David Paich – fortepian (utwór 6), syntezator (utwory 1-3, 6 i 10)
- Steve Porcaro - syntezator (utwór 11), programowanie syntezatora
- Lynn Wilson - chórki (utwór 6)

### Produkcja
- Keith Olsen - producent, inżynier, aranżacje
- Brian Foraker, Dennis Sager - inżynierowie
- Greg Fulginiti - mastering w Artisan Sound Recorder